# Jämtlands västra domsaga
Jämtlands västra domsaga var en domsaga i Jämtlands län. Den bildades den 1 januari 1879 (enligt beslut den 7 juni 1878) genom delningarna av Norra Jämtlands domsaga och Södra Jämtlands domsaga. Domsagan upplöstes den 1 januari 1971 i samband med tingsrättsreformen i Sverige. Domsagan överfördes då till Jämtbygdens tingsrätt.
Domsagan lydde först under Svea hovrätt, men överfördes till domkretsen för hovrätten för Nedre Norrland när denna bildades 1948.

## Tingslag
Vid bildandet löd fyra tingslag under domsagan, men detta antal minskades i etapper. Den 25 augusti 1916 (enligt beslut den 10 april 1915 och den 28 januari 1916) minskade antalet till två när Hallens tingslag, Ovikens tingslag och Sunne tingslag ihop för att bilda Sunne, Ovikens och Hallens tingslag och Offerdals tingslag samt Undersåkers tingslag slogs ihop för att bilda Undersåkers och Offerdals tingslag. Den 1 januari 1940 (enligt beslut den 15 september 1939) minskade antalet åter när båda dessa slogs ihop för att bilda Jämtlands västra domsagas tingslag. När domsagan upphörde 1971 löd således under den bara ett tingslag.

### Från 1879
Före 1879 i Norra Jämtlands domsaga:
- Offerdals tingslag

Före 1879 i Södra Jämtlands domsaga:
- Hallens tingslag
- Ovikens tingslag
- Sunne tingslag
- Undersåkers tingslag

### Från 1916
- Sunne, Ovikens och Hallens tingslag
- Undersåkers och Offerdals tingslag

### Från 1940
- Jämtlands västra domsagas tingslag

## Häradshövdingar
| Ämbetstid                                     | Namn                   | Levnadstid        |
| --------------------------------------------- | ---------------------- | ----------------- |
| (fullmakt 30 december 1878) 1879-1912         | Sten Julius Geete      |                   |
| (fullmakt 28 augusti 1912) 1912-1922          | Carl Soldan Ridderstad |                   |
| (fullmakt 26 januari 1923) 1923-1930          | Johan Otto Schough     |                   |
| (fullmakt 20 november 1931) 1931-1935         | Carl von Essen         | 1874-11 juni 1935 |
| (fullmakt 8 november 1935) 1936-tidigast 1950 | Eskil Gustaf Young     |                   |
| 1959-1970                                     | Thord Melin            |                   |